# Ricinus communis
Il ricino (Ricinus communis L.) è una pianta appartenente alla famiglia delle Euphorbiaceae. È l'unica specie nota del genere Ricinus.

## Etimologia
Il nome generico Ricinus in latino significa "zecca"; la pianta è così chiamata per la somiglianza dei suoi semi con il noto parassita.

## Descrizione

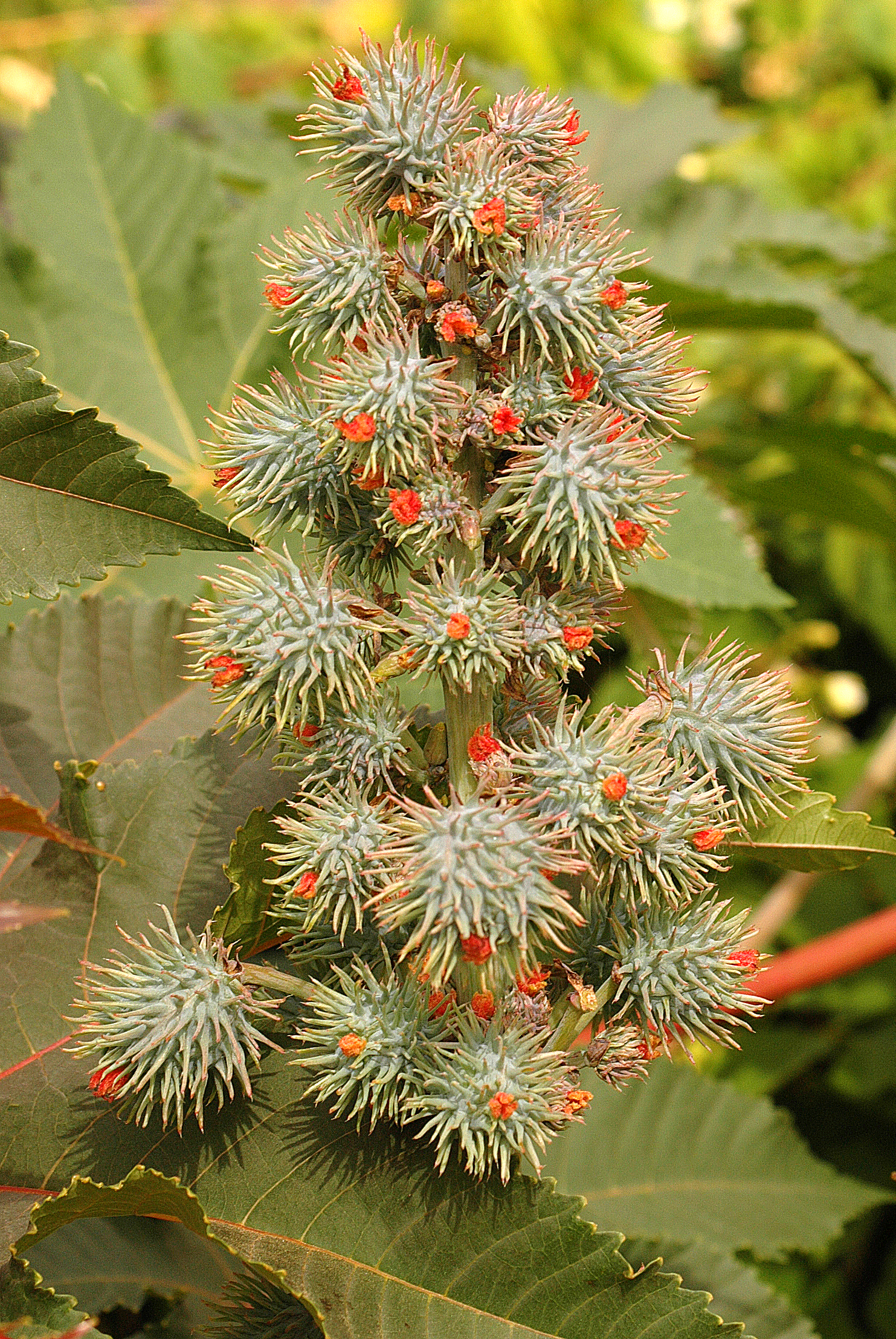
Ricinus communis (La Gomera)

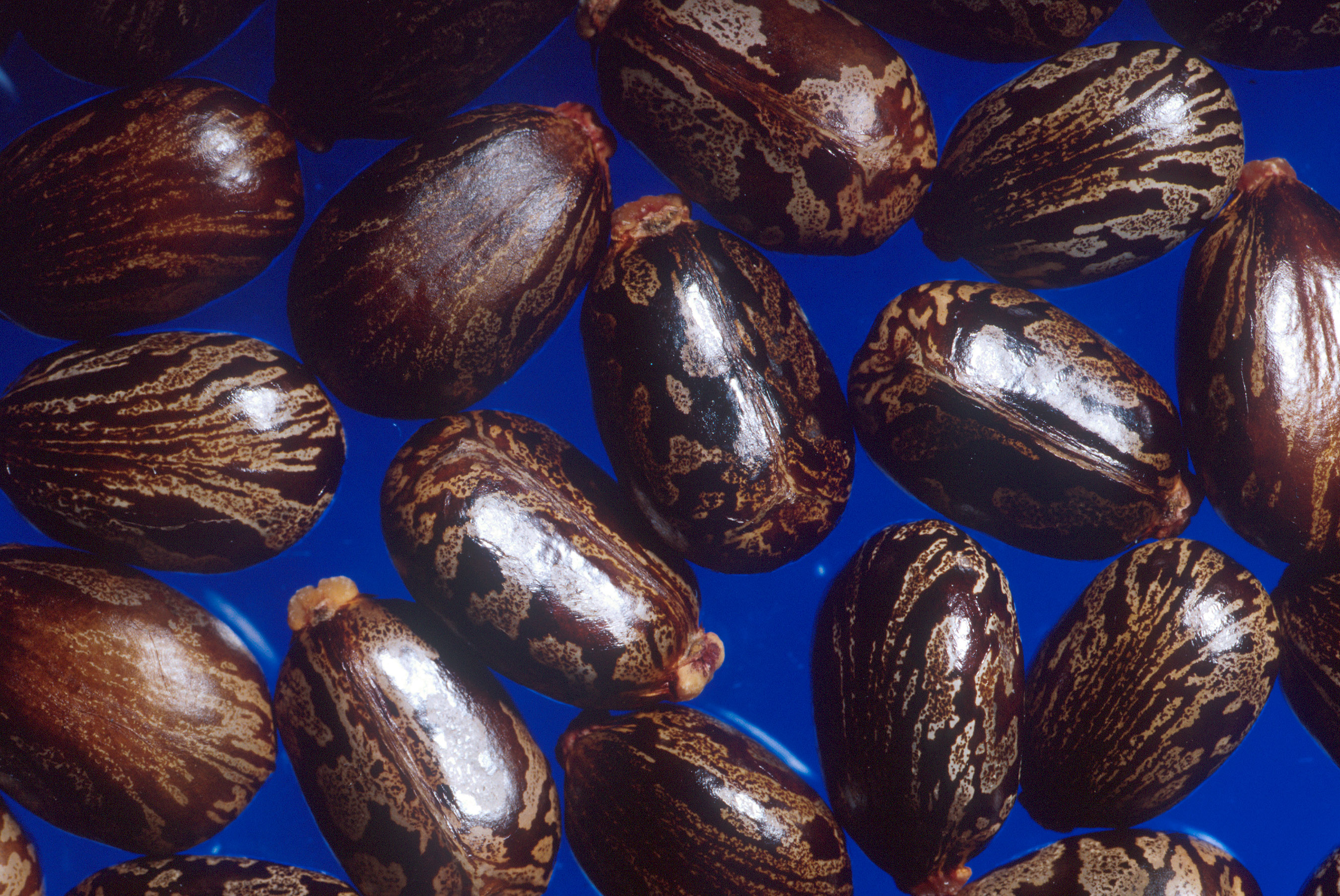
Semi del ricino

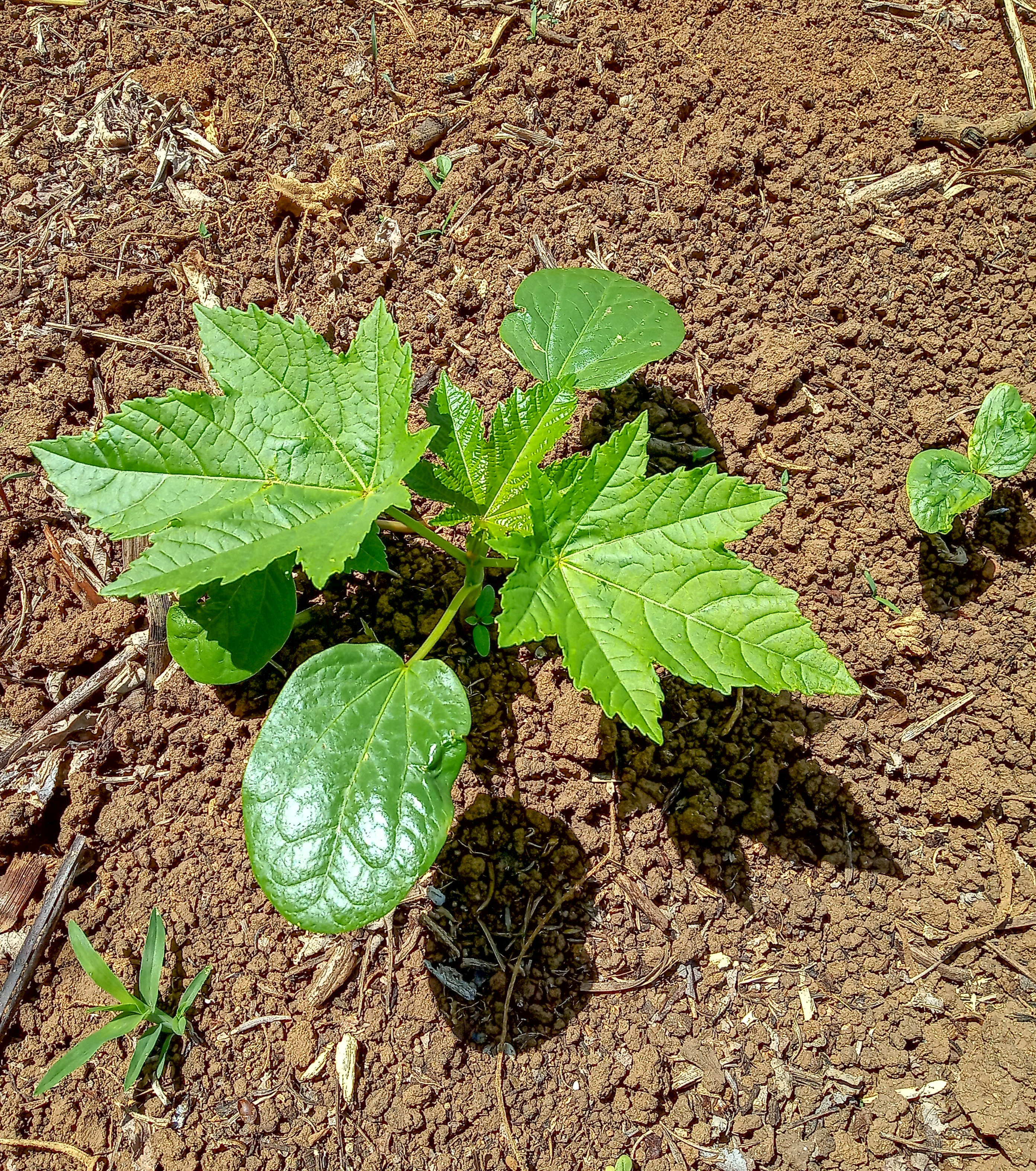
Plantula

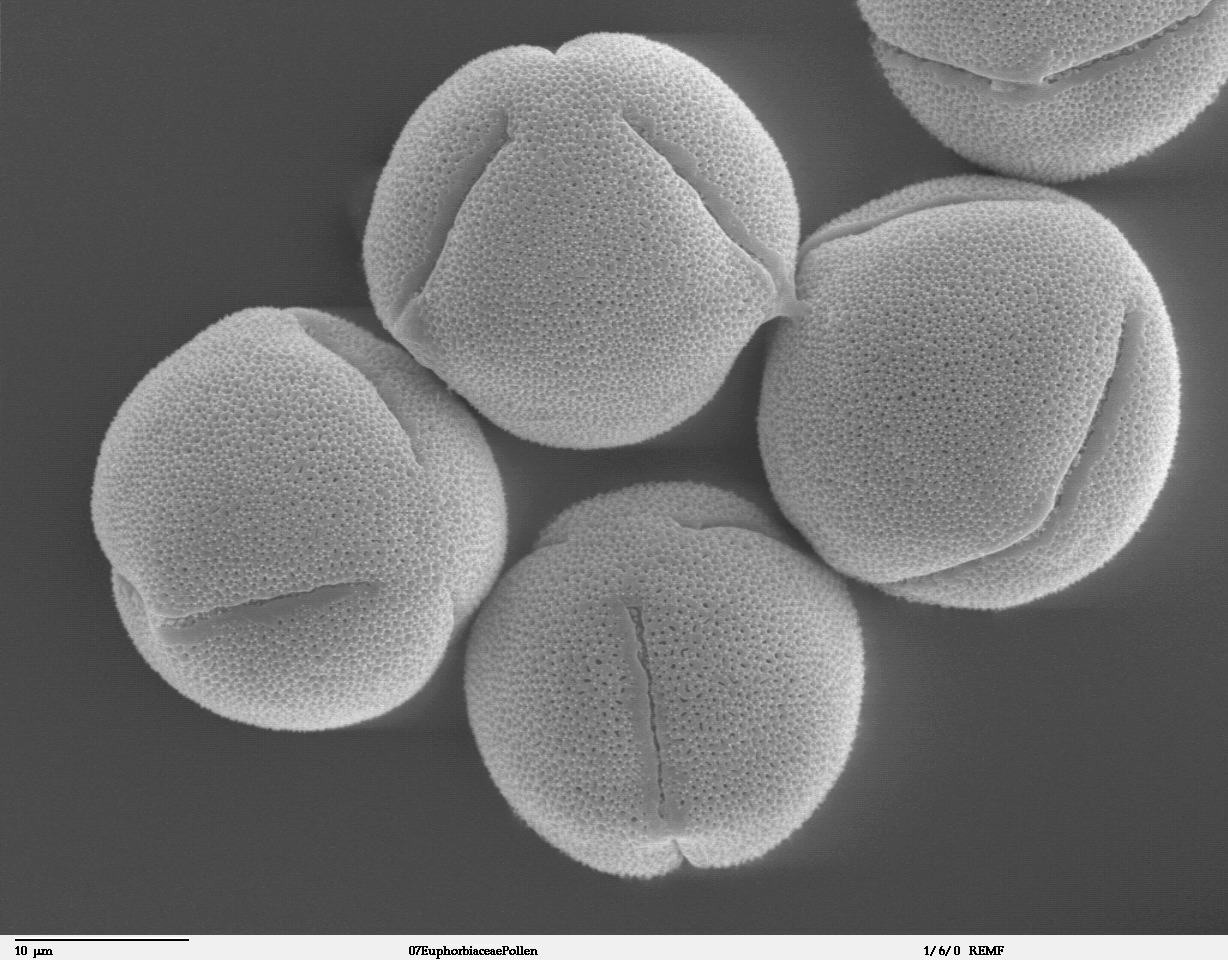
Polline al microscopio

Il ricino si presenta sotto forma di una pianta erbacea o arborescente, annua o perenne secondo le condizioni climatiche della regione. Ha un'altezza media di 2-3 metri fino a raggiungere i 10 metri nella sua zona di origine (Africa tropicale).
FoglieSono palmato-lobate (da 5 a 12 lobi) con il bordo dentato, verdi o rosse, palmate, verticillate e caduche. Osservando la base del picciolo si possono notare ghiandole nettarifere. Alcune varietà ornamentali hanno le foglie con la faccia inferiore ed il picciolo colorati di rosso.
FioriIl ricino è una pianta monoica con i fiori raggruppati a grappoli in un'infiorescenza sulla cui parte basale sono collocati quelli maschili mentre i fiori femminili si trovano nella parte alta. La fioritura avviene in estate.
FruttiI frutti consistono in capsule spinose, costituite da tre valve, se mature si aprono liberando tre semi di circa 1 cm.
SemeIl seme è lucente marmorizzato di rosso o di bruno; presenta una linea sporgente sulla faccia ventrale.
DispersioneI semi si diffondono a opera d'insetti, e in particolar modo tramite le formiche.
ComposizioneLa totalità della pianta con esclusione dell'olio è tossica a causa della presenza di una glicoproteina: la ricina ha la massima concentrazione nei semi. I semi sono ricchi di un olio le cui proprietà purgative sono dovute alla presenza dell'acido ricinoleico.

## Distribuzione e habitat
È una pianta originaria dell'Africa orientale (Eritrea, Etiopia, Somalia); successivamente si è sparsa un po' ovunque nel mondo, dove il clima ne permette la sopravvivenza. Lo si può ritrovare in zone subtropicali e anche in zone con clima temperato.

## Coltura
La coltura di questa pianta non presenta grossi problemi, bisogna tuttavia aver cura di fornire un buon ammendante organico in primavera e di modificare la struttura del suolo se questo è poco drenato.
SuoloRicco di sostanza organica, ben drenato, permeabile, pH neutro.
EsposizioneSole o mezza ombra.
MoltiplicazioneSemina in aprile a 20 °C (bisogna prima immergere i semi nell'acqua per 24h).

## Tossicità
Il ricino è estremamente allergenico ed è anche un forte fattore scatenante per l'asma.
La pianta di ricino produce abbondanti quantità di polline molto leggero, che si disperde facilmente nell'aria e può essere inalato nei polmoni, scatenando reazioni allergiche. La linfa della pianta provoca eruzioni cutanee. Le persone allergiche alla pianta possono sviluppare eruzioni cutanee anche toccando foglie, fiori o semi.
La tossicità dei semi di ricino crudi è dovuta alla presenza di ricina. Sebbene la dose letale negli adulti sia considerata compresa tra quattro e otto semi, i casi di avvelenamento effettivo sono relativamente rari. Secondo il Guinness dei primati, il ricino è la pianta comune più velenosa del mondo.
In caso di ingestione di ricina, i sintomi solitamente si manifestano entro due o quattro ore, ma possono manifestarsi anche dopo 36 ore. Tra questi si annoverano una sensazione di bruciore in bocca e in gola, dolore addominale, vomito e diarrea sanguinolenta. Nel giro di pochi giorni si verifica una grave disidratazione, un calo della pressione sanguigna e una diminuzione della produzione di urina. Senza intervento medico, la morte sopravviene entro 3-5 giorni; tuttavia, nella maggior parte dei casi si può avere una completa guarigione.
L'avvelenamento si verifica quando gli animali, compresi gli esseri umani, ingeriscono semi di ricino spezzati o rompono i semi masticandoli: i semi intatti possono passare attraverso il tratto digerente senza rilasciare la tossina. La tossina fornisce alla pianta di ricino un certo grado di protezione naturale dagli insetti nocivi come gli afidi. La ricina è stata studiata per il suo potenziale utilizzo come insetticida.
L'olio di ricino spremuto a freddo disponibile in commercio non è tossico per gli esseri umani in dosi normali, sia interne che esterne.
L'olio di ricino contiene l'acido ricinoleico ed esso altera la mucosa intestinale e provoca grosse perdite d'acqua ed elettroliti (sali minerali) per cui svolge un'azione purgativa intensa e irritante. I semi di ricino contengono tra il 40% e il 60% di olio, ricco di trigliceridi, principalmente di ricinoleina.

## Storia
Semi di ricino sono stati trovati nell'antico Egitto in tombe risalenti al 4000 a.C. Erodoto e altri antichi viaggiatori hanno annotato l'uso di olio di ricino per le lampade e per ungere il corpo. Anche in India l'uso dell'olio di ricino risale fino al 2000 a.C. per le lampade e come lassativo.
Viene citata nella Bibbia la pianta di ricino, in particolare nel libro di Giona nell'Antico Testamento. Il profeta, dopo la predicazione alla città di Ninive sosta un giorno sotto una pianta di ricino preparata da Dio "per liberarlo dal suo male". Dio stesso, mandò un verme il giorno dopo per distruggere la pianta, scatenando lo sdegno del profeta Giona.

## Produzione
La produzione mondiale di semi di ricino è di circa due milioni di tonnellate all'anno. Le principali aree di produzione sono l'India (con oltre tre quarti della produzione mondiale), la Cina e il Mozambico; inoltre, è ampiamente coltivato anche in Etiopia. 
| India                                                                                   | 1.196.680 |    |
| Mozambico                                                                               | 85.089    | F  |
| Cina                                                                                    | 36.000    | *  |
| Brasile                                                                                 | 16.349    |    |
| Etiopia                                                                                 | 11.157    | *  |
| Vietnam                                                                                 | 7.000     | *  |
| Sudafrica                                                                               | 6.721     | F  |
| Paraguay                                                                                | 6.000     | *  |
| Thailandia                                                                              | 1.588     | *  |
| Pakistan                                                                                | 1.107     | *  |
| Mondo                                                                                   | 1.407.588 | UN |
| Nessun simbolo = cifra ufficiale, F = stima FAO, * = Dati non ufficiali/semi-ufficiali. |           |    |